# Paraprionospio lamellibranchia
Paraprionospio lamellibranchia är en ringmaskart som beskrevs av Hartman 1971. Paraprionospio lamellibranchia ingår i släktet Paraprionospio och familjen Spionidae. Inga underarter finns listade i Catalogue of Life.